# Belintasj
De Belintasj (Bulgaars: Белинташ, uitspraak: Belantasj; "witte steen") is een klein plateau in het Rodopegebergte in Bulgarije.

## Geografie en opgravingen
Het rotsachtige plateau van Belintasj ligt op de rand van het dorp Dobrostan in het centrale deel van het Rodopegebergte. Het ligt op 3 kilometer ten zuiden van het dorp Vrata en 3 kilometer ten zuidwesten van het dorp Sini Vruch. 
Het is een 50 meter hoog noord-zuid gericht langwerpig rotsplateau met een lengte van 750 meter en een oppervlakte van ongeveer 5000 m². De rotsen bestaan uit vulkanische tufsteen.  
Op het plateau zijn sporen gevonden van menselijke activiteiten die waarschijnlijk verband houden met het oude Thracië, maar waarvan de kern en het doel nog niet helemaal duidelijk zijn. Een theorie is dat het een heiligdom voor de god Sabazios was van de onafhankelijke Thracische stam Bessi. Op het bovenste noordelijkste platform van het plateau zijn uitgehouwen ronde gaten, sporen, nissen en treden te vinden die volgens sommige onderzoekers een sterrenkaart moeten voorstellen.  
De eerste archeologische opgravingen vonden plaats in 1975. In de jaren 1980 werd archeoastronomisch onderzoek uitgevoerd op het plateau. Volgens dit onderzoek zou het plateau door de Thraciërs zijn gebruikt als heiligdom en zonneobservatorium om agrarische en religieuze activiteiten uit te voeren.

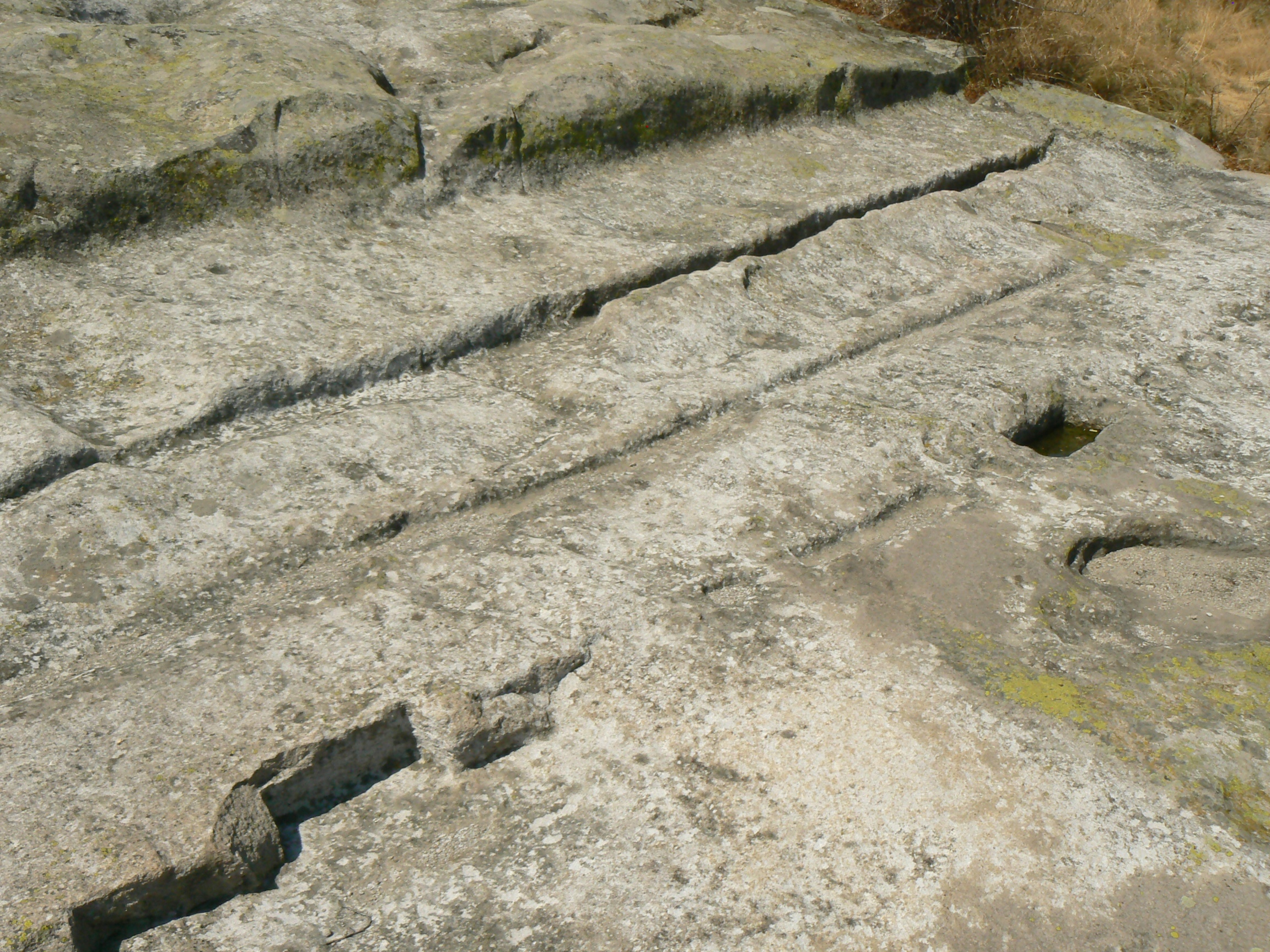
Thracische traptreden
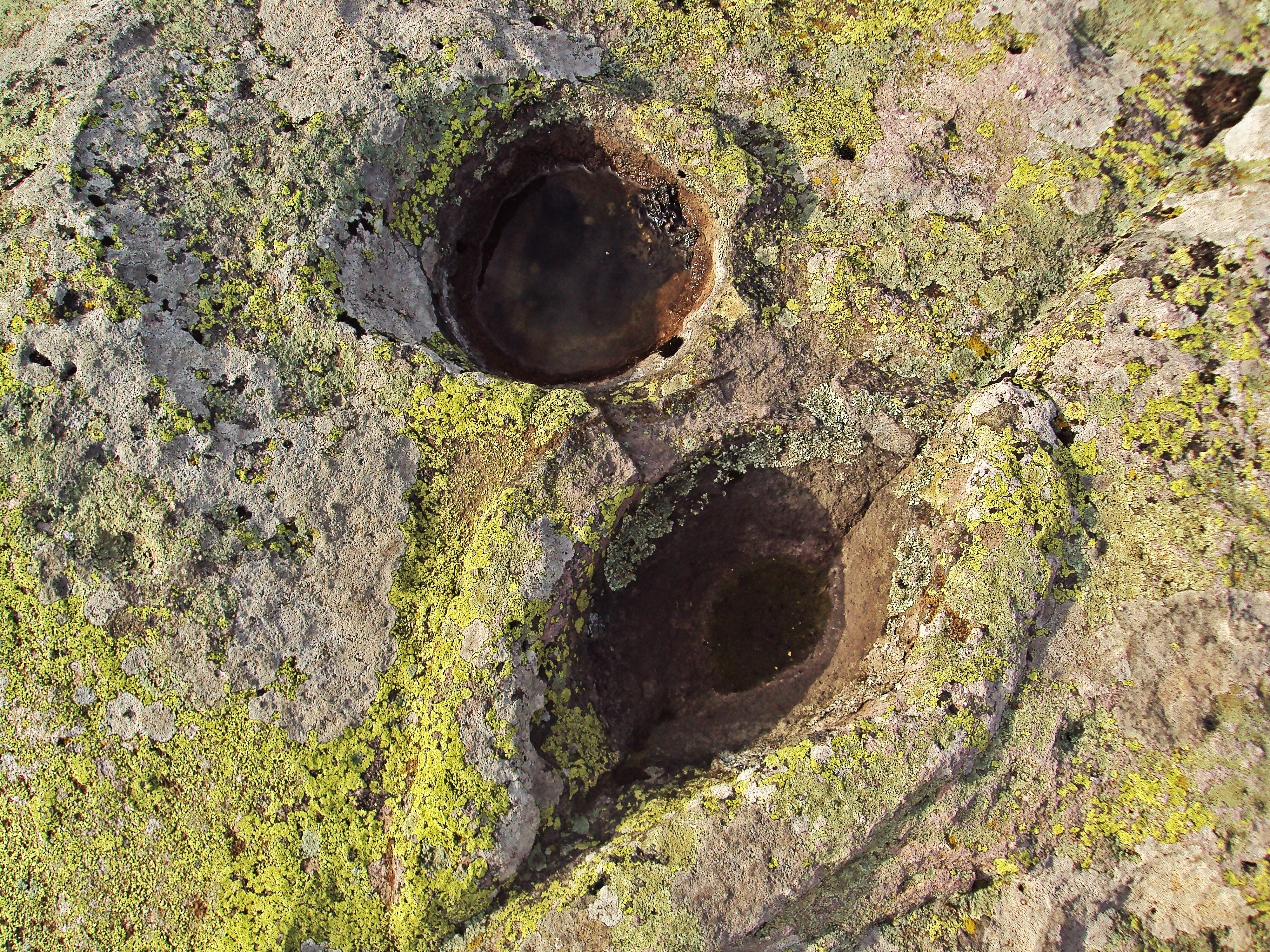
Op het plateau zijn meer dan 300 Thracische ronde gaten gevonden
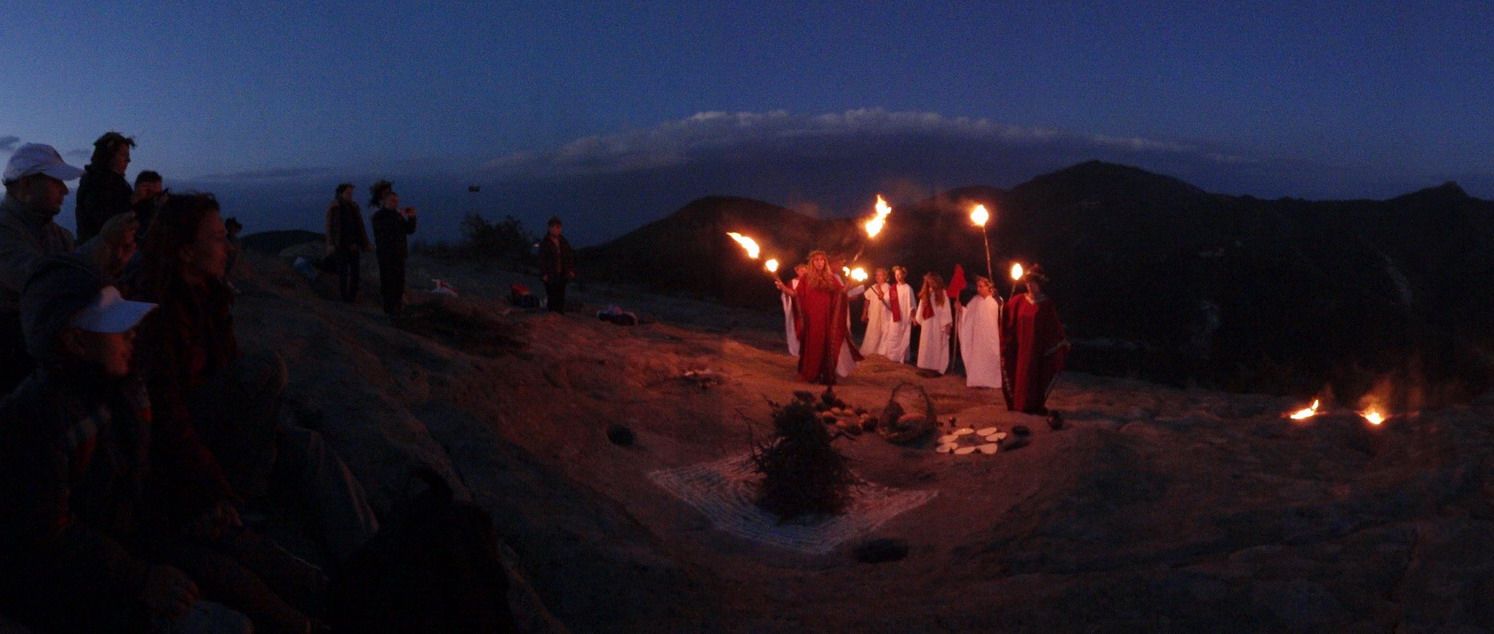
zonnewende op Belintasj
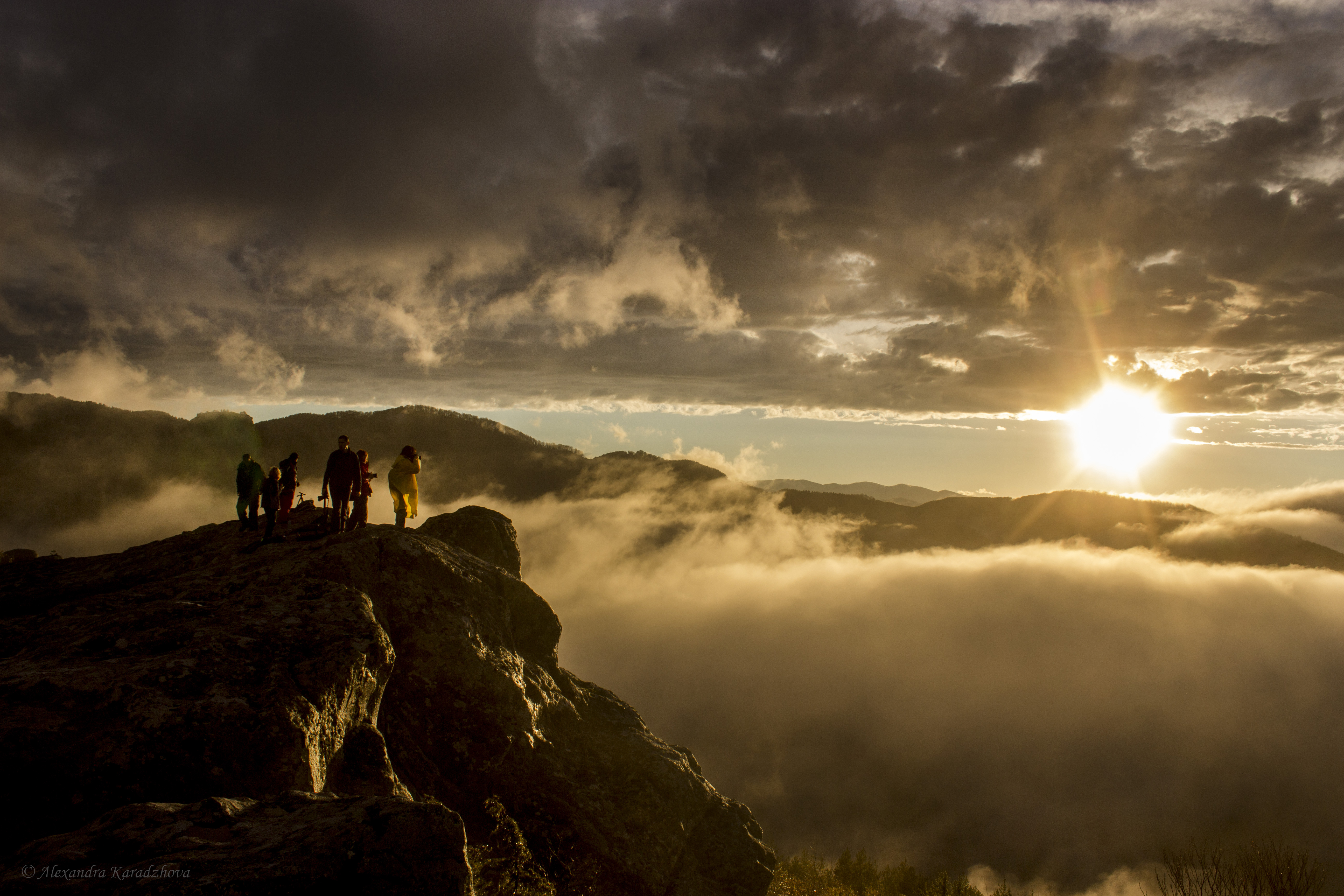
De rand van het plateau